# Byram cum Sutton
Byram cum Sutton – civil parish w Anglii, w hrabstwie North Yorkshire, w dystrykcie (unitary authority) North Yorkshire. Leży 29 km na południowy zachód od miasta York i 258 km na północ od Londynu. W 2001 miejscowość liczyła 1406 mieszkańców.